# Bataille de Maiduguri (1er février 2015)
Pour les articles homonymes, voir Bataille de Maiduguri.
Insurrection de Boko Haram
La bataille de Maiduguri du 1er février 2015 se déroule pendant l'insurrection de Boko Haram.

## Déroulement
Une semaine après avoir été repoussés lors d'une précédente offensive sur Maiduguri, les forces de Boko Haram repartent à l'assaut contre la capitale de l'État de Borno, peuplée d'un million et demi d'habitants,,. 
Les djihadistes attaquent par le sud vers 3 heures du matin (2 heures GMT). Les combats se concentre à Mulai, à trois kilomètres de la ville, les assaillants ne parviennent pas à atteindre Maiduguri et sont repoussés après trois heures de combats. Les djihadistes font alors une seconde tentative à l'est en fin de matinée, sur la route de Dikwa, mais l'attaque échoue à nouveau et les rebelles se replient après une douzaine d'heures d'affrontements,,. 
Après le combat, Chris Olukolade, porte-parole de l'armée, affirme que les djihadistes ont subi « des pertes massives ». La presse nigériane rapporte que selon des sources anonymes de l'armée nigériane au moins 72 djihadistes et 10 civils sont morts pendant les affrontements. L'agence Xinhua indique de son côté plus de 500 membres de Boko Haram ont été tués selon un responsable de la sécurité.